# Santa Mónica, Ocuilan
Santa Mónica är en ort i kommunen Ocuilan i delstaten Mexiko i Mexiko. Samhället hade 3 138 invånare vid folkräkningen år 2020, och var kommunens folkrikaste.